# St. Katharina (Vilnius)

Katharinenkirche in Vilnius, Luftbildansicht

Die St.-Katharinen-Kirche ist eine römisch-katholische Kirche in der Altstadt der litauischen Hauptstadt Vilnius, Vilniaus-Straße 30, in der Nähe des S.-Moniuška-Platzes. Das Gotteshaus steht unter Denkmalschutz.
In der Kirche finden neben den typischen kirchlichen Veranstaltungen auch Konzerte und andere Musikveranstaltungen (Musikfestivals etc.) statt. Sie ist Teil des Ensembles des ehemaligen Benediktinerklosters (17.–19. Jahrhundert).

## Geschichte

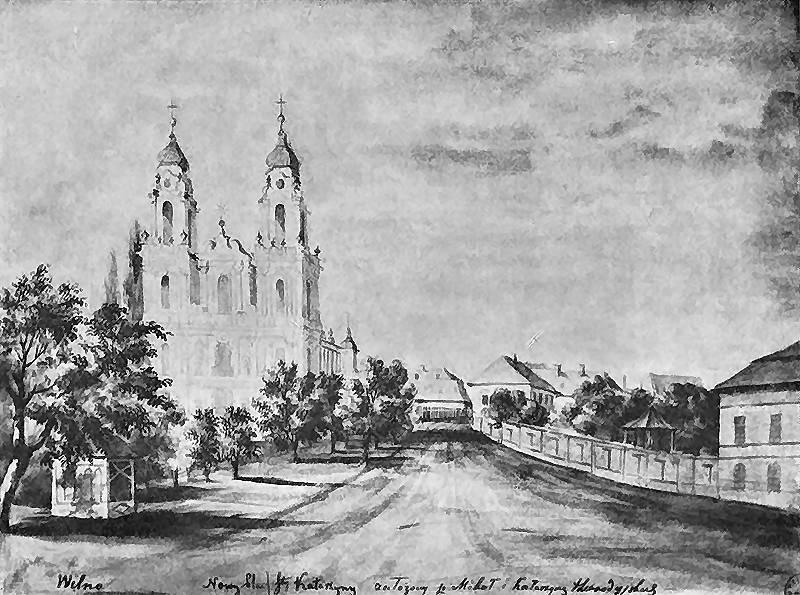
Katharinenkirche auf einer Zeichnung aus dem 19. Jahrhundert

Auf Veranlassung des Erzherzogs J. K. Chodkevičius entstand in den Jahren 1619–1621 für die im Gebiet Wilna (seit 1945 Vilnius) ansässigen Benediktinerinnen eine hölzerne Kapelle, die der heiligen Katharina geweiht wurde. Bereits wenige Jahre nach ihrer Einweihung wurden zwei Kirchenschiffe in unterschiedlicher Breite angebaut, um den Nonnen mehr Platz für ihre Andacht zu bieten. Nach einer unmittelbar folgenden Umgestaltung im spätbarocken Stil mit zwei Turmkuppeln wurde die Kirche im Jahr 1650 erneut geweiht. Auch in den 1740er Jahren ließ die Kirchengemeinde Änderungen vornehmen, vor allem im Kircheninneren.
In den 1760er Jahren gab es kriegerische Auseinandersetzungen mit dem zaristischen Russland, bei denen das Kirchengebäude niederbrannte. Die Klosterbrüder und Schwestern bauten eine neue Kirche aus Backstein nach Plänen des schlesischen Barockbaumeisters Johann Christoph Glaubitz: die Türme wurden auf fünf Etagen erhöht, die Giebel des Hauptschiffes skulptural verziert, das Innere neu eingewölbt und die Kapelle der Versöhnnung hinzugebaut.
Im Jahr 1812 und im Zweiten Weltkrieg wurden die Kirche und das Kloster schwer beschädigt, die enthaltenen Kunstwerke wie Gemälde und Skulpturen gingen verloren. Während der Sowjetzeit gehörte die Kirche dem Vilniuser Kunstmuseum, das das Gebäude als Lager nutzte. Das Kloster diente als Büro und Wohnung.
Nach der Auflösung der Sowjetunion und der Erlangung der staatlichen Selbstständigkeit der Republik Litauen ging das Gotteshaus in das Eigentum der Stadtverwaltung Vilnius über, die das Vilniuser Lehrerhaus mit der Verwaltung beauftragte. Im Jahr 1994 konnten erste Restaurierungsarbeiten der Kirche im Inneren und am Äußeren erfolgen. Die Restaurierung der oberen Teile der beiden Türme war im Jahr 1998 abgeschlossen. Die religiöse Zuständigkeit obliegt seit dem Jahr 2002 der Kurie des Erzbistums Vilnius.
Die restaurierte Kirche wurde am 27. Mai 2006 eingeweiht. Das Hauptschiff wird auch gern für Konzerte genutzt (250 Sitzplätze), das Untergeschoss dinet für Ausstellungen und die Räume um das Hauptschiff werden für Proben von Künstlergruppen der Stadtverwaltung Vilnius und für Kammermusikveranstaltungen genutzt.

## Architektur und Ausstattung
Der Kirchturm ist in fünf Etagen gegliedert. Die Giebelseiten des Kirchengebäudes tragen Rokoko- und skulpturale Verzierungen. Über dem Hauptportal finden sich die Skulpturen von St. Benedikt, St. Scholastica und St. Katharina. − Der schmale Presbyterium ist niedriger als das tonnengewölbte Kirchenschiff. In einer halbrunden Apsis steht der Altar, an den Wänden sind sechs  Heiligenfiguren angeordnet. An der Südwestseite der Kirche befindet sich die Kapelle der Vorsehung.
Ein Korridor verbindet die Kirche mit dem Kloster.
Der Chorbereich ist leicht erhöht und wird über drei Stufen erreicht. Die an den Seitenaltären früher (sicherlich) vorhanden gewesenen Bilder sind verschwunden. Die einrahmenden Ziersäulen stehen jedoch noch. Die Kirchenfenster sind unbunt. Es gibt eine Orgelempore mit einer Balustrade, die auf Arkaden ruht. Die Wände-, Fassaden- und Skulpturbemalungen sind auf Basis einer früheren Polychromiestudie bei den Restaurierungsarbeiten weitestgehend dem Original nachempfunden worden. Außerdem wurde  jedes Detail der Fassade und des Zierdekors sorgfältig gereinigt und mit authentischen Materialien verkleidet.
Zwischen Apsis und Kirchenschiff erhebt sich ein Ziergiebel. Auf den Kirchtürmen und der Giebelspitze sind metallene Kreuze aufgesetzt.

## Das St. Katharinen-Kloster
Die zwei- bis dreietagigen Klosterbauten umschließen drei Innenhöfe. Durch die stetigen baulichen Änderungen finden sich an den Bauwerken Merkmale aller Baustile wie der Gotik, der Renaissance und des Barock. Die stärksten Änderungen erfolgten im 17. und 18. Jahrhundert. Erwähnenswerte Einzelbauten sind der Palast von S. Kęsgaila aus dem 16. Jahrhundert sowie Fassadenumgestaltungen vom Anfang des 19. Jahrhunderts, u. a. nach Plänen der Architekten A. Kosakauskas, P. de Rossi und N. Chiaginas. Nach der Selbstständigkeit Litauens wurden auch hier bauliche Veränderungen und Sanierungen vorgenommen, es entstanden Wohnungen und Büros.